# احمد فائقه
احمد فائقه (انگلیسی: Ahmed El-Faghei) بازیکن والیبال اهل لیبی بود. وی در بازی‌های المپیک تابستانی ۱۹۸۰ حضور داشته است.